# Jari Europaeus
Jari Europaeus, född 29 december 1962 i Helsingfors, är en finländsk före detta fotbollsspelare. Under sin karriär spelade han bland annat för HJK Helsingfors, Gefle IF och Östers IF. För Finlands landslag gjorde Europaeus 56 landskamper.
1989 blev han utsedd till Årets fotbollsspelare i Finland.

## Meriter
HJK Helsingfors
- Tipsligan: 1981, 1990, 1992
- Finlands cup: 1981, 1984, 1993